# Turó de Ses Abelles
El Turó de ses Beies o Turó de les Abelles es yacimiento arqueológico de un poblado talayótico en el oeste de Mallorca. Actualmente está en el interior de un campo de golf y tiene un acceso difícil. El yacimiento no se encuentra en un buen estado de conservación. 

## Localización
El yacimiento se encuentra justo en la entrada a Santa Ponsa, en el municipio de Calviá. Las coordenadas del yacimiento son X:456200 Y: 4373650; actualmente el yacimiento se encuentra en un terreno privado dentro de un campo de golf. El yacimiento tiene un difícil acceso, porque no se puede acceder en coche, no hay camino habilitado para ir a pie y no hay ningún tipo de señalización y se tardan entre unos 15 y 20 minutos en llegar.

## Grado de conservación y potencialidad de la visita
Por lo que concierne al grado de conservación del yacimiento hay que decir que es pésimo, es más, está catalogado por la Guía de Riesgos y Potencialidades con un valor cuantitativo de 2 sobre 10, puesto que en todas las estructuras encontradas, la más alta de unos 100 cm y la más baja de unos 20 cm, no hay ningún tipo de conservación en lo que queda de ellas, la vegetación y la erosión hacen que no sea posible una buena conservación puesto que no se hace nada para evitar que se degrade cada vez más el yacimiento.
Por lo que concierne a la potencialidad del yacimiento hay que decir, como hemos dicho antes, que tiene un acceso difícil y no es visitable, y no hay ningún tipo de información en el lugar: ni paneles informativos, ni itinerarios señalizados, ni un camino por el que acceder; hay que añadir que está lleno de vegetación que cubre parte importante del yacimiento. Al yacimiento no van ningún tipo de visitas guiadas y tampoco hay guías didácticas en las que se mencione, aunque se puede encontrar información sobre el yacimiento en la página web del Ayuntamiento de Calviá.

## Descripción del yacimiento
En el yacimiento del Turó de ses Abelles se realizaron excavaciones que empezaron en 1968 dirigidas por Joan Coll Camps i Antoni Vallespir Bonet y se llevaron a cabo durante varios veranos. El yacimiento corresponde al segundo periodo talayótico, que abarcaría desde el siglo VIII a. C. hasta la conquista de los romanos en el 123 a. C.
Para describir el yacimiento hay que decir que está encima de un montículo y estaba rodeado de lo que durante la ocupación talayótica fue una albufera, durante la excavación un terreno y ahora está rodeado por un campo de golf.
En el yacimiento encontramos tres grandes recintos rodeados por las otras edificaciones, son construcciones de piedras medianas y pequeñas en su mayoría que tienen una forma absidial o circular y parece que el material del techo fue en su día cañas, paja o ramas que se han descompuesto. Al ser el suelo rocoso e irregular encontramos arcilla que utilizaron para retocarlo. 
Entre las diferentes habitaciones encontramos un corredor, largo y estrecho que comunicaba todas las habitaciones. Habría que comentar que las edificaciones, comparadas con otras del mismo momento son pobres y frágiles. Es posible que estas habitaciones tuviesen porches en los que se colocarían para desarrollar actividades domésticas en el exterior.
Los principales hallazgos encontrados han sido cerámica, tanto púnica como romana, ánforas, vasijas y cerámica hecha a mano. Se han podido reconstruir, en parte o en su totalidad, varias de estas piezas, como nos muestra el libro escrito por los arqueólogos del yacimiento Coll Camps y Vallespir Bonet. También se han encontrado varias herramientas como hachas con filos de hierro o arpones que se utilizaban para la pesca.

## Interpretación del yacimiento
El yacimiento estaba al lado de la albufera y era un buen sitio de paso como lo demuestran las cerámicas encontradas y donde había bastante comercio, tanto de cosas que se importaban, como ánforas de vino y elementos que se exportaban a su vez. El poblado tenía cerca un amplio territorio, sobre todo con la albufera para pescar y se cultivaba en el territorio. En un momento se pensó que podría ser una necrópolis pero se desechó la idea.
Comentaremos también la cercanía que tenían respecto a otros yacimientos talayóticos cercanos, como el Puig de sa Morisca, que está bastante cerca y con el que posiblemente tenían relación los habitantes del Turó de les Abelles, la Naveta Alemany o el túmulo de Son Ferrer.